# 高耀星
高耀星（1906年—1969年），男，佤族，名夏五，云南沧源人，中国政治人物，曾任第二、三、四届全国政协委员。